# Olympus E-5
Olympus E-5 — профессиональный цифровой зеркальный фотоаппарат фирмы Olympus. Анонсирован в сентябре 2010 года, является усовершенствованием модели Olympus E-3. E-5 стал последним зеркальным фотоаппаратом компании и последней моделью системы 4/3.

## Основные отличия отE-3
- Новая матрица (12 Мпикс вместо 10).
- Расширен диапазон выбора чувствительности.
- Добавлена возможность видеосъемки.
- Новый процессор TruePic V+.
- Брекетинг экспозиции имеет больше режимов.
- ЖК-монитор стал крупнее и имеет большую разрешающую способность.
- Поддержка карт памяти xD заменена на SD.
- Поддержка HDMI.
- Встроенный электронный уровень по двум осям.

## Награды
Olympus E-5 стал лауреатом премии TIPA (Technical Image Press Association) 2011 года в номинации «Best D-SLR Expert».